# Grosourdya minutiflora
Grosourdya minutiflora är en orkidéart som först beskrevs av Henry Nicholas Ridley, och fick sitt nu gällande namn av Leslie Andrew Garay. Grosourdya minutiflora ingår i släktet Grosourdya och familjen orkidéer. Inga underarter finns listade i Catalogue of Life.